# 姜泗长
姜泗长（1913年9月15日—2001年9月9日），男，天津人，中国耳鼻咽喉科专家，中国工程院院士。

## 生平
1938年毕业于北平大学医学院。1995年当选为中国工程院院士。